# There’s No Business Like Show Business
There’s No Business Like Show Business ist ein Lied von Irving Berlin, das er für das Musical Annie Get Your Gun komponierte und textete.

## Hintergrund
Das Lied beschwört den Glanz und die Aufregung eines Lebens im Show-Business. Im Musical wird es von Mitgliedern der Buffalo Bill Wildwest Show gesungen, um die Hauptfigur, Annie Oakley zu überzeugen, ein Mitglied der Show zu werden. Es wird im Musical dreimal wiederholt.

## Weitere Aufnahmen
Das Lied wird auch im gleichnamigen Film von 1954 verwendet (deutsch: Rhythmus im Blut), wo es von Ethel Merman als Hauptdarstellerin gesungen wird. Der von Walter Lang gedrehte Film ist ein Katalog von Berlins Liedern.
Sonny Rollins hat eine Jazzversion des Songs auf seinem Album Worktime veröffentlicht. Shirley Bassey, Marilyn Monroe, Gitte Hænning, Liza Minnelli, Frank Sinatra und Harry Connick haben Coverversionen gesungen.
In den 1970er Jahren wurde auch eine Disco-Version aufgenommen. Ein Teil des Liedes wurde verwendet in der Stephanie Miller Show. Die Band Negativland verwendete Teile des originalen Merman Aufnahme auf ihrem Album Fair Use: The Story of the Letter U and the Numeral 2. Im Film All That Jazz (1979) wurde der Merman Titel ebenfalls verwendet.